# 데이비드 브라운 (프로듀서)

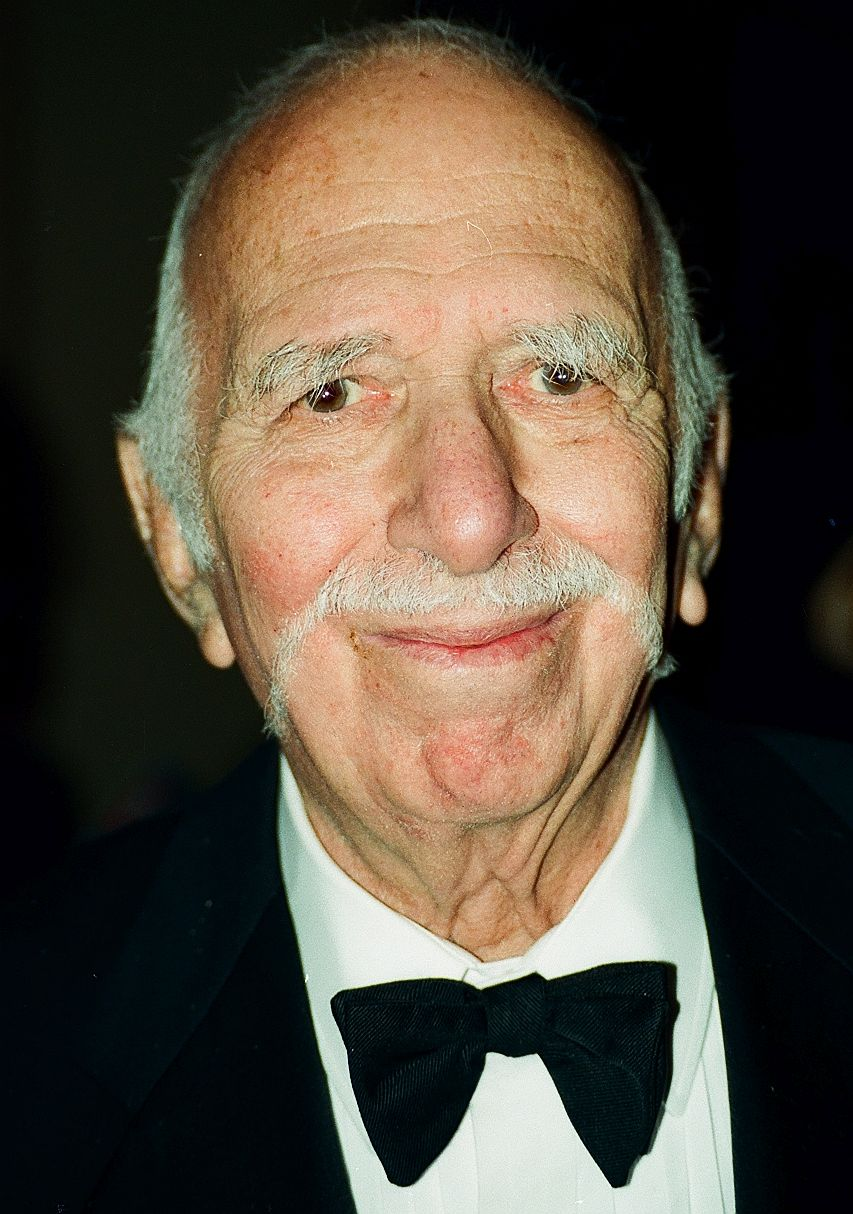

데이비드 브라운(David Brown, 1916년 7월 28일 ~ 2010년 2월 1일)은 미국의 영화 제작자이다.

## 내력
1916년 7월 28일 뉴욕에서 태어났다. 2010년 2월 1일, 신부전으로 서거. 향년 93세.